# Cervonoselivka, Kuibîșeve
Cervonoselivka (în ucraineană Червоноселівка) este un sat în comuna Smile din raionul Kuibîșeve, regiunea Zaporijjea, Ucraina.

## Demografie
Componența lingvistică a localității Cervonoselivka
     Ucraineană (94,78%)
     Rusă (5,22%)
Conform recensământului din 2001, majoritatea populației localității Cervonoselivka era vorbitoare de ucraineană (94,78%), existând în minoritate și vorbitori de rusă (5,22%).